# Deltametrina
La deltametrina (en inglés deltamethrin) (C22H19Br2NO3) es un piretroide sintético con actividad insecticida y acaricida de amplio espectro. Actúa por contacto e ingestión afectando al sistema nervioso de los artrópodos y provocando su muerte. 

## Usos
La deltametrina es uno de los componentes en los insecticidas más utilizados en todo el mundo[cita requerida] y se ha convertido en un elemento altamente empleado por las compañías de desinsectación y por los agricultores. Este elemento es miembro de una de las familias de insecticidas más seguros, los piretroides sintéticos. Mientras que para los mamíferos este insecticida es clasificado como seguro, es muy tóxico para la vida acuática, particularmente los peces, y por tanto debe ser utilizado con extrema precaución alrededor de zonas de agua.
Hay muchas aplicaciones para la deltametrina, desde su uso en agricultura hasta el control de insectos en las casas. La deltametrina ha sido aprovechada para prevenir la extensión de enfermedades transportadas por las garrapatas en perros, roedores y otros animales excavadores. Es efectivo en la eliminación de una amplia variedad de plagas de los hogares humanos, especialmente arañas, pulgas, garrapatas, cucarachas, chinches, hormigas, etcétera.
En agricultura está autorizado su uso para el control de diversas plagas, entre ellas langosta y otros ortópteros, pulgones, trips, coleópteros, lepidópteros y otras familias de insectos que atacan a los cultivos.
La deltametrina se usa en fruticultura, viticultura, olivicultura, horticultura, floricultura, en las plantas ornamentales, en cultivos herbáceos industriales (cereales, oleaginosas, tabaco, algodón, etcétera) y otros cultivos agrícolas. También es usado en la desinfección de granos de cereales almacenados.
Debido a su amplio espectro y por su acción insecticida por contacto y elevado poder insecticida se usa para controlar las formas adultas y los estadios ninfales de los insectos que no han penetrado en el interior de los tejidos vegetales. Por su poder insecticida se presta a ser empleado también en cebos envenenados y trampas para capturas masivas de insectos.

## Control de la malaria
La deltametrina juega un papel muy importante en el control de los vectores de la malaria, y es usado en la fabricación de mosquiteras con insecticida de larga duración. Se usa en el control de diferentes vectores, entre ellos Anopheles gambiae y Aedes aegypti. Es el piretroide más utilizado y puede ser usado conjuntamente con otros insecticidas o como alternativa a alguno de ellos, como pueden ser: permetrina, cipermetrina y otros insecticidas basados en organofosforado, tal como DDT, malatión y fentión. La resistencia a la deltametrina y sus piretroides homólogos está ahora muy extendida y amenaza el éxito de las campañas de erradicación de los vectores de la enfermedad.
En Sudáfrica ha habido casos en los que se han encontrado residuos de deltametrina en la leche materna junto con DDT. Este descubrimiento ha sido en zonas donde se han usado estos insecticidas para el control de la malaria.

## Resistencia a la deltametrina
La resistencia a este insecticida es importante en varios vectores de la malaria, incluyendo Anopheles gambiae. Los métodos de resistencia incluyen el engrosamiento de la cutícula del vector que impide la penetración del insecticida, y también resistencias metabólicas por medio de la sobreexpresión del metabolismo de P450 mono-oxigenasa y glutatión S-transferasa, y la mutación del canal del sodio kdr que hace que el efecto del insecticida sea nulo, incluso cuando se aplica junto con butóxido de piperonilo. La caracterización de las diversas formas de resistencia se ha convertido en una prioridad total en los grupos de investigación de medicina tropical, debido a la alta tasa de mortalidad debida a esta enfermedad de las personas que viven en esas zonas.

## Toxicidad

### En humanos
La deltametrina está clasificada como moderadamente tóxica por la Organización Mundial de la Salud. Los formulados comerciales están clasificados normalmente como nocivo o no clasificado, según la concentración.
La LD50 en el ratón es superior a 2000 mg/kg, sea por vía oral o dermal. El mayor riesgo que se puede producir es por ingestión, mientras que, debido a su baja volatilidad la inhalación del principio activo es difícil. En la piel puede provocar irritación pasajera. El envenenamiento por deltametrina puede provocar fuertes dolores abdominales, convulsiones, vómito y pérdida de conocimiento. La inhalación por aerosoles provoca vértigo, cefalea y tos.
Debe ser aplicado siguiendo las instrucciones que acompañan a los envases. En caso de no hacerlo se corre el riesgo de intoxicación o envenenamiento.
Dado que la deltametrina es una neurotoxina ataca el sistema nervioso.
No tiene antídotos, y los tratamientos deben ser sintomáticos. Con el tiempo la deltametrina es metabolizada con una rápida pérdida de toxicidad y se elimina del cuerpo. En caso de intoxicación conviene contactar con un centro de toxicología especializado.

### En animales domésticos
Se han observados casos de toxicidad en ganado cuando se han utilizado productos destinados a agricultura no específicos para el ganado, detectándose cuando se han usado para el control de garrapatas. Los síntomas aparecieron 36 horas después de la aplicación. Tuvieron temblores musculares teniendo que sentarse después de otras 12 horas. Pasadas 12 horas más hubo una recuperación espontánea y los animales se podían poner de pie otra vez. Pero los espasmos musculares permanecían. La temperatura del cuerpo fue de 38,3 °C (normal es entre 38,0 y 39,5 °C).[cita requerida]

## Impacto ambiental
Su impacto ambiental es notable: al igual que todos los piretroides, la deltametrina es escasamente selectiva, por ello es particularmente nociva para toda la entomofauna auxiliar útil en los cultivos. Su uso debe ser, por tanto, limitado y circunscrito de modo que su efecto nocivo sobre la fauna útil sea bajo o nulo.
Es, además, muy nocivo para los organismos acuáticos.